# اتیل‌بنزن
اتیل‌بنزن (به انگلیسی: Ethylbenzene) یک ترکیب شیمیایی است. شکل ظاهری این ترکیب، مایع بی‌رنگ است.